# Jean-Charles Davost
Pour les articles homonymes, voir Davost.
Jean-Charles Davost est un homme politique français né le 18 janvier 1735 à Paris et décédé à une date inconnue.
Cultivateur à Voulton et greffier du point d'honneur du bailliage de Provins, il est député du tiers état aux États généraux de 1789 pour la bailliage de Provins. Il siège avec la majorité réformatrice.

## Sources
- « Jean-Charles Davost », dans Adolphe Robert et Gaston Cougny, Dictionnaire des parlementaires français, Edgar Bourloton, 1889-1891 [détail de l’édition]